# Kōdai Yasuda
Kōdai Yasuda (japanisch 安田 晃大 Yasuda Kōdai; * 8. August 1989 in Suita) ist ein japanischer Fußballspieler.

## Karriere
Yasuda erlernte das Fußballspielen in der Jugendmannschaft von Gamba Osaka. Seinen ersten Vertrag unterschrieb er 2008 bei Gamba Osaka. Der Verein spielte in der höchsten Liga des Landes, der J1 League. 2011 wechselte er zum Zweitligisten Giravanz Kitakyushu. Für den Verein absolvierte er 72 Ligaspiele. 2013 wechselte er zum Ligakonkurrenten Tokyo Verdy. Für den Verein absolvierte er 21 Ligaspiele. Im Juli 2014 wurde er an den Drittligisten Gainare Tottori ausgeliehen. Für den Verein absolvierte er 16 Ligaspiele. 2015 kehrte er zu Tokyo Verdy zurück. Für den Verein absolvierte er 10 Ligaspiele. Im August 2015 wechselte er zum Ligakonkurrenten Ehime FC. Für den Verein absolvierte er 44 Ligaspiele. 2018 wechselte er zu Nankatsu SC.

## Erfolge
Gamba Osaka
- AFC Champions League

Sieger: 2008
- J1 League

Vizemeister: 2010
- Kaiserpokal

Sieger: 2008, 2009